# Namatius de Vienne
Ne doit pas être confondu avec Namatius de Clermont.
Namatius ou Naamat, né vers 485/486 et mort vers 559 à Vienne), est patrice ou rector de Provence puis évêque de Vienne. Saint de l’Église catholique, il est célébré le 17 novembre.

## Biographie

### Origines
Namatius, (Naamatius, Naamati, Naamatus), Naamat (Namat/Naamat), voire Namase, est mentionné dans le Catalogue des évêques de Vienne produit par l'évêque Adon de Vienne (799-875), dans sa Chronique,. Son année de naissance est placée vers 485, selon l'historien britannique John Robert Martindale, dans un volume de Prosopography of the Later Roman Empire, ou 486 selon le médiéviste Christian Settipani. Celle-ci est calculée à partir de la date haute de son épitaphe, vers 559.
Namatius semble être né en Provence. Il est connu à partir d'une inscription que reproduit en partie Adon, dans laquelle il est dit « patrice évêque, gouverneur (rector) du pays » (la Provence),,. Selon cette inscription, il semble avoir donc occupé des fonctions civiles avant de se tourner vers des responsabilités religieuses à la fin de sa vie,. Il appartient à une famille noble, « vir illuster Namatius, patrice de Provence, d'origine illustre, époux d'Euphrasia », d'origine auvergnate. La revue Francia (1991) le donne comme descendant du poète et préfet Rutilius Namatianus.
Son épouse, Euphrasie/Euphrasia/Euphrania semble d'origine noble également. Le Regeste dauphinois (1912) publie son épitaphe, daté d'après 567. Christian Settipani (2004) publie une généalogie de leur descendance.

### Une carrière laïque, puis ecclésiastique
L'archéologue-médiéviste Michel Fixot considère qu'il a pu « de manière [...] hypothétique » appartenir à la liste des patrice (rector) de Provence. Il pourrait être le Namatius vir illuster qui souscrit lors du concile d'Orange, en 529.
Namatius apparaît dans le Catalogue des évêques de Vienne d'Adon à la suite d'Isice/Hésychius II, qui serait mort vers 565,. Il est monté, « de manière certaine », sur le siège métropolitain de Vienne vers la fin de sa vie.
Ulysse Chevalier (1879) relève que l'évêque est célèbre pour ses libéralités. Il est contemporain de Theudère, abbé fondateur de l'abbaye de Saint-Chef.

### Mort et succession
Une indication de la mort de Namatius est donnée dans les derniers vers de l'inscription produite. Il serait mort à soixante treize ans,. Selon l'épitaphe, la mort est placée entre une date haute, 558/559, et une date basse 567.
Ainsi, Ulysse Chevalier indique, en 1879, que selon la tradition, l'évêque est mort le 17 novembre 567. Quelques années plus tard, dans son Regeste dauphinois (1912), il donne pour épitaphe le 17 novembre (vers 567). John Robert Martindale (1992) donne 558. Edmond-Frédéric Le Blant (1856), puis Louis Duchesne (1894), calculent quant à eux l'année 559.
Son corps est inhumé dans l'église des Apôtres désormais dédiée à Saint-Pierre, aux côtés de saint Avit.

## Culte
Saint Namatius est inscrit au Martyrologium Hieronymianum ou dans le Bréviaire à la date du 17 novembre,. Il célébré au XIXe siècle le 3 novembre, dans la fête collective qui avait pour titre « Fêtes des saints évêques de Vienne ».
Il est désormais célébré, dans le diocèse de Grenoble-Vienne, le 1er juillet avec saint Martin et tous les saints évêques de Vienne.